# إدي دوران
إدي دوران (بالإنجليزية: Eddie Duran)‏ هو عازف جاز وملحن أمريكي، ولد في 6 سبتمبر 1925 في سان فرانسيسكو في الولايات المتحدة.

## وصلات خارجية
- إدي دوران على موقع ميوزك برينز (الإنجليزية)
- إدي دوران على موقع أول ميوزيك (الإنجليزية)
- إدي دوران على موقع ديسكوغز (الإنجليزية)